# Gandsfjord

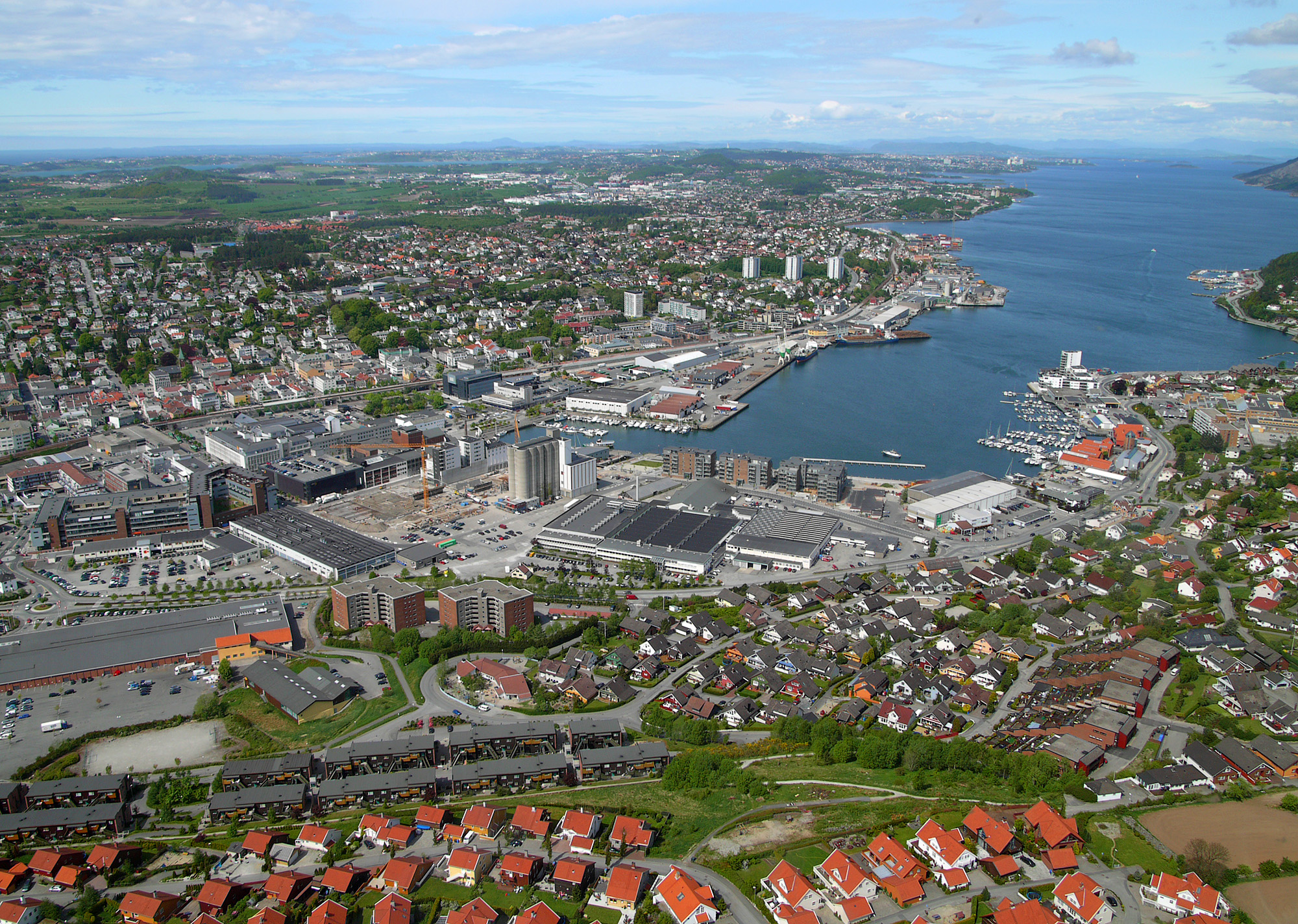
Sandnes in primo piano e il fiordo sullo sfondo.

Il Gandsfjord (o Gandsfjorden, dove il suffisso -en rappresenta l'articolo determinativo in norvegese, noto anche come Gandafjord o Gandafjorden) è un fiordo che si estende per 13 km nella contea di Rogaland, nel sud-ovest della Norvegia.
Il braccio di mare è un ramo del più grande Boknafjord e si sviluppa tra la penisola di Stavanger e la parte continentale della regione dello Jæren. Alla sua estremità meridionale sorge la città di Sandnes che forma quasi un unico agglomerato con Stavanger (tutto situato sulla sponda occidentale del fiordo) dando origine alla terza area urbana della Norvegia per popolazione.
La sponda occidentale del Gandsfjord è relativamente pianeggiante e altamente sviluppata; al contrario quella orientale presenta diversi rilievi, tra cui Lifjellet (282 m s.l.m.) e Dalsnuten (323 m), e vi sorgono solo piccoli insediamenti umani come Sandvika e Dale.
Nella parte più esterna sorgono alcune isole tra cui Uskjo, Hundvåg, Vassøy e le isole Øyane.
Il Gandsfjord ha un fiordo laterale, il Riskafjord, che si estende verso sud-est sul lato sud dell'isola di Uskjo. Il Byfjord è un'altra piccola insenatura in corrispondenza del vecchio porto nel centro storico di Stavanger.